# Arenostola delattini
Arenostola delattini är en fjärilsart som beskrevs av Edward P. Wiltshire 1953. Arenostola delattini ingår i släktet Arenostola och familjen nattflyn. Inga underarter finns listade i Catalogue of Life.